# Psi (bogstav)
 For alternative betydninger, se Psi. (Se også artikler, som begynder med Psi)
Psi (Ψ ψ) er et bogstav i det græske alfabet.

## Computer
I unicode er Ψ U+03A8 og ψ er U+03C8.
|   | decimal | hex     | HTML  |
| - | ------- | ------- | ----- |
| ψ | &#968;  | &#x3c8; | &psi; |
| Ψ | &#936;  | &#x3a8; | &Psi; |